# MadTracker
MadTracker är ett trackerprogram för Windows som släpptes 1998. Det används för att skapa musik främst i formaten MT2 och XM. Programmet har ett stort stöd för VST-program och har dessutom en uppsättning integrerade effekter vilket skiljer programmet från sina föregångare. 
En stor del av fokus ligger på MadTrackers community där användarna ger varandra kritik och delar med sig av sina trick. Den årliga tävlingen för programmet brukar ha ett deltagarantal på lite över 50 artister och sedan 2006 års tävling ges låtarna ut i .ogg-format. MadChain är ett inofficiellt projekt med ett deltagande som bara med litet understiger tävlingens. Här är tanken att en deltagare börjar skriva en tilldelad tid på ett stycke och sedan skickar det till nästa deltagare.